# Sindrome di Cross-McKusick-Breen
La sindrome di Cross-McKusick-Breen o sindrome di Kramer è una sindrome a trasmissione autosomica recessiva caratterizzata da ipopigmentazione, difetti oculari e grave ritardo nello sviluppo.

## Epidemiologia
Si tratta di una sindrome estremamente rara.

## Eziopatogenesi
Il gene implicato in questa sindrome è sconosciuto.

## Clinica
I pazienti presentano ipopigmentazione generalizzata con capelli biondi dai riflessi bianco-argentati, microftalmia, cornea piccola e opaca, nistagmo, fibromatosi gengiva, grave ritardo mentale con tetraplegia spastica e atetosi.

## Diagnosi
La diagnosi è clinica.

## Trattamento
Non è disponibile alcun trattamento per questa sindrome.